# نويدناو
نويدناو (بالألمانية: Neudenau) هي مدينة وبلدة ألمانية تقع في ألمانيا في بادن-فورتمبيرغ. يقدر عدد سكانها بـ 5,184 نسمة .